# Eupithecia mayeri
Eupithecia mayeri là một loài bướm đêm trong họ Geometridae.